# 나경원
나경원(羅景垣, 1963년 12월 6일~)은 대한민국의 판사 출신 법조인, 정치인이다. 제17·18·19·20·22대 국회의원이다.

## 생애
1963년 12월 6일 홍신학원의 설립자이자 이사장인 나채성의 4녀 중 장녀로 서울 동작구 노량진동에서 태어나 서울에서 자랐다. 본관은 나주이고 할아버지는 전라남도 영암군 도포면 출신이다. 어머니는 전라남도 여수시 출신이다.
계성초등학교 시절 아동극 연출 지도 교사로 온 배우 서인석에게 오디션을 통해 발탁되어 연극부 활동을 하기도 했다. 숭의여자중학교를 졸업한 후 서울여자고등학교 시절에는 고등학교 2학년 때 전체 557명 중에 1등을 차지할 정도로 3년 내내 우수한 성적으로 졸업했다. 그 후 서울대학교 법과대학을 졸업하고 대학원에서 국제법을 전공하였으며, 30세가 되던 1992년 사법시험에 합격했다. 서울대학교 동기인 김재호와 결혼하였고, 1남 1녀를 두었으며, 딸은 다운증후군이 있다.

### 판사 활동
사법연수원 24기로 수료하고 1995년 부산지방법원 판사에 임용되어 4년간 근무하였다. 이후, 1999년 인천지방법원, 2002년 2월 서울행정법원까지 총 7년 6개월간 판사로 재직하였다.

### 정계 입문
2002년, 제16대 대선 기간, 이회창의 요청에 따라 한나라당에 입당하여 정치에 입문하였다. 한국에서 여성 판사가 판사를 그만두고 정치권에 뛰어든 것은 추미애 이후 두 번째다. 나경원은 ‘소신 판결을 해온 이회창 후보를 법관시절부터 존경해 왔다’고 밝혔다.

### 변호사 활동
2003년 3월 이회창이 대선 후보에서 패배하자 변호사 활동을 시작했다.
2011년 7월 법무법인 바른에서 실제 변호사 업무를 하진 않았지만, 주요 구성원이었다.

### 정계 복귀

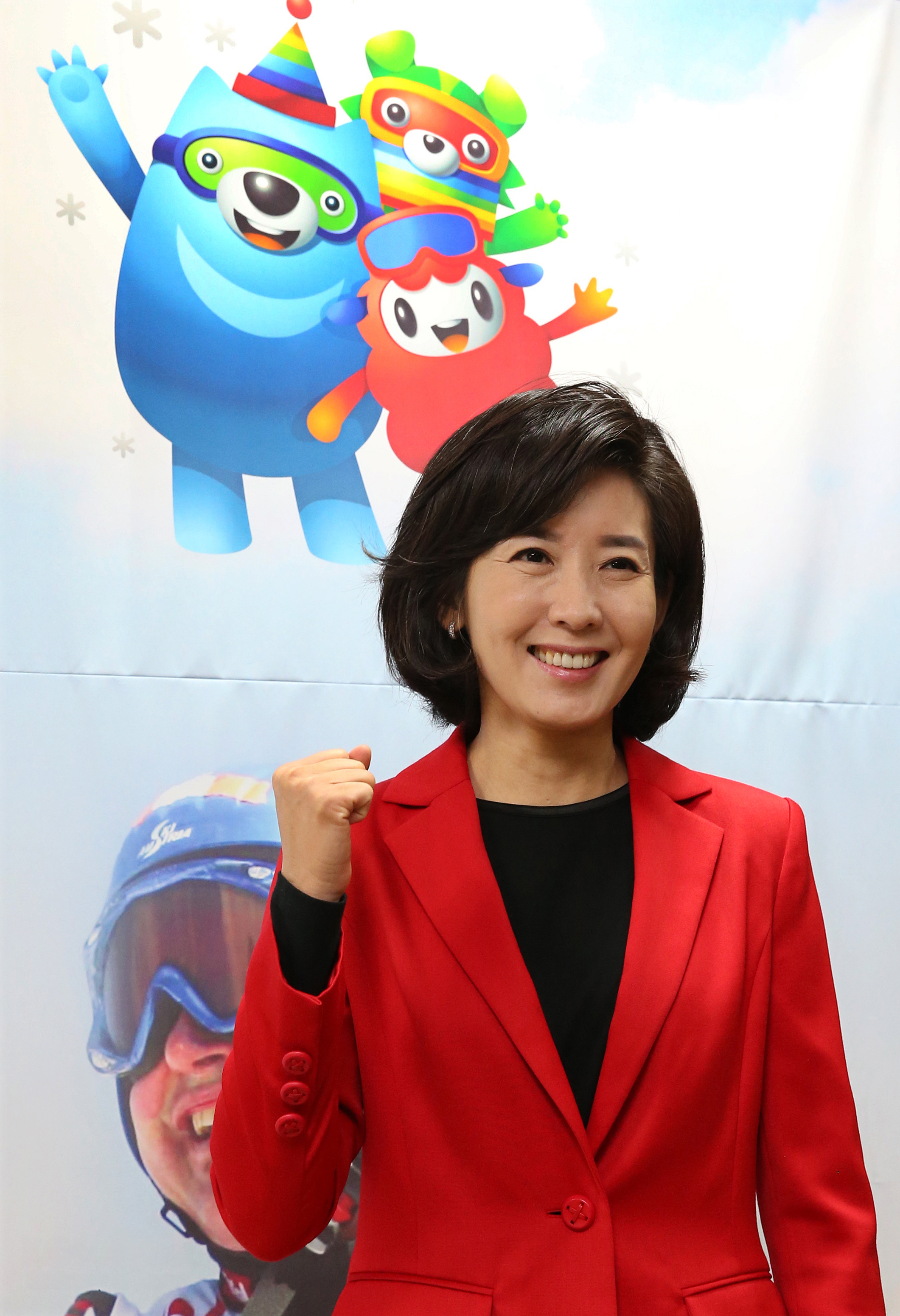
2013년도 당시 모습

‘정치인 나경원’은 2003년 7월 10일 한나라당 운영위원으로 선출되면서 다시 정치계에 등장했다. 이후 한나라당에서 활동하며 12월 29일에는 17대 총선을 앞두고 공천심사위원으로 임명되었다. 2004년 3월 30일, 비례대표 11번으로 국회의원 선거에 뛰어들어 당선되었다. 당선 직후 교수출신 당선자들과 스터디그룹을 만들어 정책을 공부하며 정치인으로서의 자질을 갖추어 나갔다. 당선자 연찬회에서는 “감동을 주는 정치를 하겠습니다”라고 포부를 밝였다. 5월 12일에는 중도개혁보수를 지향하는 초재선의원의 모임인 ‘푸른정책연구모임’의 발족과 동시에 참여하였다. 당초 문화관광위원회에 지원 했지만 정무위에 배정되었다.
나경원 의원은 딸이 다운증후군을 앓는다는 이유로 차별을 당한 경험을 살려 국회의원과 장애아동 부모 및 전문가 등이 의견을 나누는 연구모임 '장애 아이, We Can'을 만들어 회장을 맡기도 했고, 한나라당 장애인복지특위 위원장을 역임하며, 장애인 처우 개선을 포함한 복지·인권 분야에서 두각을 나타냈다. 나 의원은 17,18대 국회의원 임기 동안 성년이 된 장애인이 부모가 없더라도 후견인의 도움을 받아 재산을 관리하고 사회복지 서비스를 제공받을 수 있게 하는 내용의 ‘장애성년 후견법안’ 1건과 각기 다른 내용의‘특수교육진흥법 일부개정안’4건을 대표발의해, 5건 모두 대체입법으로 통과시켰다. 이 외에도 10건의 장애인 관련 및 특수교육 관련 법안을 공동발의한 바 있다.

#### 제17대 국회의원(비례대표)
2004년 국정감사에서 나경원은 금융감독위원회가 론스타의 외환은행 인수 승인을 적극 검토하려 했다는 금감위 내부 문건과 증권선물위원회의 자문기구인 감리위원회의 민간 위원 대다수가 국민은행 김정태 전 행장의 중징계에 반대했었다는 의사록을 공개했다. 또 국정감사 기간 중 당시 여당이 제기한, 이명박이 시장이었던 서울시가 수도이전집회를 위한 관제데모를 위해 5억원을 사용했다는 의혹이 허위라고 주장하기도 했다.
이 후 국감에서의 활동을 바탕으로 ‘국내 금융산업의 현황과 과제’라는 정책자료집을 발간했으며, 행정부 산하 자문위원회들의 국회 통제를 강화하는 '자문위원회 기본법' 제정안을 제출했다.
2004년 국정감사 기간 뒤 2005년 1월 20일 원내부대표로 임명되며 이어 2월에는 당 윤리위원으로 위촉되었다.

 이후 나경원은 한나라당의 공보부 대표로 활동하며, 한나라당의 사학법 통과에 반발하거나 검찰의 X파일 수사가 공정하게 진행되었다는 당의 입장을 발표 하기도 했다. 또 나경원은 출자총액제한제 법안 폐지를 골자로 한 '독점규제 및 공정거래에 관한 법률'을 발의하기도 했다.
그 후 나경원은 오세훈 후보 서울시장 캠프에 합류하였고, 이 후 강재섭 한나라당 대표는 전여옥에 이어 나경원을 유기준과 함께 한나라당 공동대변인으로 임명했다. 나경원은 당대변인으로서 일하며 김병준 교육부총리 논문 이중보고를 비판하고, 노무현 대통령의 조카의 바다이야기 판매회사 근무와 관련한 의혹제기를 했다. 또 전효숙 헌법재판관의 헌법재판소 소장 임명과 관련해 절차와 인물을 들어 반대한다는 당의 입장을 전하기도 했고, 노무현 대통령의 전시작전통제권 환수에 관련된 언급과 관련 "노무현 대통령은 입만 열면 설화를 일으키는 개구즉화"라는 당을 대변하는 논평을 남기기도 했다.
2008년 3월, 총선에 출마하기 위해 1년 8개월 동안 맡아왔던 대변인 자리에서 물러나고 이어 서울특별시 중구에 공천을 받아 앵커 출신 신은경과 대결을 펼쳐 18대 국회의원에 당선되었다.

#### 제18대 국회의원(서울특별시중구)
18대 국회의원에 당선된 뒤, 나경원은 한나라당의 제6정조위원장을 맡았다. 또 국회 문화체육관광방송통신위원회 한나라당 간사 의원을 맡기도 했다.
나경원은 경찰이 조계종 총무원장 지관 스님의 차를 불심검문한 것과 관련, 2008년 9월 4일 공직자의 종교 차별을 금지하는 내용의 국가공무원법 및 지방공무원법을 제출했다. 또 어청수가 사퇴해야한다고 주장하기도 했다.
2008년 8월 최시중 방송통신위원회장, 이동관 대변인과 함께 국정원 2차장과 회동했다는 사실이 알려진후 11월 3일 나경원은 "정보통신망 이용촉진 및 정보보호 등에 관한 법률 일부개정법률안"을 대표발의하였다. 이 개정안은 공공연하게 사람을 모욕하는 정보에 대해 방송통신위원회가 정보통신서비스제공자 등에게 취급거부, 정지, 제한명령을 할 수 있도록 했고, 정보통신망을 통하여 공공연하게 사람을 모욕한 경우 2년 이하의 징역이나 금고 또는 1천만원 이하의 벌금에 처하도록 했다. 이 법안에 대해 국가인권위원회는 "사이버 모욕 행위는 명시적 기준이 없어 인터넷상 표현의 자유가 위축될 우려가 크다"고 지적했다.
2009년 새해부터 미디어 관련 22개법을 놓고 한나라당과 민주당이 첨예한 대립을 앞두고 있을 때, 이 법안을 담당하는 국회 문방위의 한나라당측 간사였던 나경원은 그 중심에 서 있었다. 나경원은 1월 22일 "미디어 관련법은 1월 여야 합의정신과 국회법에 따라 처리할 계획"이라고 말했으나 결국 문방위의 위원장이었던 한나라당 고흥길은 2월 25일 기습상정으로 이 법안들을 통과시킨다. 이 후 민주당과 한나라당의 협상과정에서, 나경원은 안상수 원내대표가 제안한 민주당의 시행 유보안에 대해서도 "대기업과 신문사도 지상파에 진입시키는 것이 원칙"이라며 강경한 모습을 보이기도 했다.
2010년 제5회 전국동시지방선거에서 서울시장에 출마하기 위해 한나라당 경선에 도전하였으나 오세훈후보에 패배하고, 대신 오세훈 선대위원장으로 합류하여 지방선거 승리를 이끌었다.

#### 서울특별시장 보궐선거 낙선
34대 서울특별시장 오세훈이 2011년 8월 24일 실시된 무상급식 주민투표가 무산된 것에 따른 책임을 지고 8월 26일 시장직을 사퇴함에 따라 치러진 서울특별시장 보궐 선거에 한나라당 후보로 출마했으나, 2011년 10월 26일 개표 결과 박원순 후보가 약 215만여 표를 얻어 53.4%의 득표율을 나타냈고, 나경원 한나라당 후보가 약 186만여 표를 얻어 46.2%의 득표율을 나타내어 낙선했다.
2011년 12월 홍준표 한나라당 대표가 10.26 재보선 패배를 책임지고 사퇴하자 서울시장 전 후보 자격으로 이틀간 한나라당 대표 권한대행을 역임했다.
이후 나경원은 여의도 당사 기자회견을 통해 "어차피 당이 공천 안 했을 것"이라며 인터뷰를 남기고 2012년 4.11 총선에 불출마했다.

#### 제19대 국회의원(서울 동작구 을)
정몽준 의원이 서울특별시장 출마로 동작 을 지역구가 공석이 되자 2014년 7월 30일에 열린 서울 동작구 을 지역구 보궐선거에 출마, 야권 단일 후보로 나선 노회찬 전 정의당 대표를 꺾고 당선되며 원내로 복귀했다. 7.30 재보궐선거에 당선됨에 따라 나경원은 새누리당 내 유일한 여성 3선 의원이 되었고, 상임위는 외교통일위원회를 배정받았다. 이후 2015년 2월 26일 외교통일위원회 위원장 유기준 새누리당 의원이 해양수산부 장관에 내정됨에 공석이 된 외교통일위원장을 정두언 의원과 경선을 벌여 135표 중에 92표를 얻어 외교통일위원회 위원장에 당선되었다. 이는 헌정사상 외교통일분야 상임위에 여성 의원이 처음으로 선출되었다.

##### 스페셜올림픽 활동
나경원은 한나라당(현 새누리당) 국회의원이었던 2008년부터 스페셜올림픽 유치를 위해 백방으로 뛰었다. 스페셜올림픽의 유치와 준비를 위해 자신이 가진 정치적 자산들과 인맥을 모두 활용하는 한편, 정부 관계자와 의원들을 설득해 대회 유치를 결의했다. 2010년 9월 15일, 대회의 평창 유치를 발표할 때에는 전설적인 체조스타이자 스페셜올림픽 이사회 부의장인 나디아 코마네치의 선언문 발표에 이어 아놀드 슈워제네거 캘리포니아 주지사의 성화를 전달받았고, 아놀드 슈워제네거는 평창 스페셜올림픽 참석의 뜻을 밝혔다. 대회를 100일 앞둔 2012년 10월 21일에는 걷기대회와 전광판 제막 행사를 여는 등 스페셜올림픽의 성공과 홍보를 위해 노력했다. 걷기대회는 강원도 대관령 일대와 청계천에서 진행됐으며, 특히 ‘청계천 걷기대회’는 ‘피겨여왕’ 김연아를 비롯해 ‘마라톤영웅’ 황영조, 양준혁 SBS 해설위원, 심권호 LH스포츠단 레슬링 코치 등 스포츠 스타와 남경주 뮤지컬 배우 등 유명 인사들이 대거 참석했다.
대회에 앞서 세계 각국에서 온 선수단이 다양한 문화체험을 통해서 국내 적응을 돕고자 ‘호스트 타운 프로그램’을 실시하기도 했고, 지적장애인과 비장애인 스타들이 함께하는 통합스포츠 프로그램 등의 다채로운 프로그램들을 시행하였다. 더하여 스페셜 올림픽 개최 사상 처음으로 지적장애인들의 권리 보호를 위한 국제 정상회담인 ‘글로벌 개발 서밋’과 ‘세계 청소년 회담’ 등의 국제회의도 열었으며, 특히 개발 서밋에서는 세계 지적 장애인들의 권익 보호와 이를 위해 국제사회의 협력을 촉구하는 ‘평창선언’을 채택했다.
이러한 노력에 이어 ‘Together We Can’이라는 슬로건 아래 진행된 평창 스페셜 올림픽은 전 세계 106개국 3,000 여명의 선수단이 참가해 역대 최대 규모로 진행됐다. 흥행 면에서도 7일 동안 진행된 8개 종목의 경기에 하루 평균 3만명, 총 20만 명에 육박하는 관객을 동원하며 역대 최다 관중 동원을 기록했다. 국제스페셜올림픽위원회 전략기획수석 피터 월러는 평창 동계 스페셜올림픽을 일컬어 “모든 부문에서 역대 최고의 대회로 기획, 조정, 무대 준비, 홍보가 모범적이었다.”고 평가했다. 실제 대회 이전 0%에 가까웠던 지적장애인과 스페셜올림픽에 대한 인지도가 71%(’13. 2. 2., 미디어리서치, 전국 1,000명)까지 상승했다는 여론조사 결과가 나오기도 했다. 평창 동계 스페셜올림픽의 성공은 지적장애인 선수들과 비장애인들이 모두 하나가 되는 행사라는 평가와 함께 2018 평창 동계 올림픽의 초석을 다진 대회로 평가됐다.
한편 나경원은 SOK(스페셜올림픽코리아)의 회장으로서 다양한 문화행사를 개최, 발달장애인들에 대한 인식 제고를 위해 노력했다. 장애인과 비장애인이 함께 걸으며 서로에 대한 인식을 새롭게 하는 ‘투게더 위 워크(Together We Walk)’ 행사를 지난 2012년부터 매년 개최하고 있으며, 2014년 10월에는 장애인에 대한 인식을 개선하고 장애인 자립을 지원하기 위한 '슈퍼블루' 캠페인의 선포식을 갖고, 이어 2014년 12월에는 소외된 계층인 장애인들과 따뜻한 마음을 나누고 장애인에 대한 인식개선 홍보를 위한 ‘2014년 슈퍼블루 캠페인 가두홍보’ 행사를 명동입구에서 진행하기도 했다. 2015년 10월에는 장애인과 비장애인이 함께 달리는 슈퍼블루 마라톤 대회를 열었고, 이를 발달장애인들에 대한 인식을 개선하고 장애인과 비장애인들이 서로에 대한 편견이 없어질 때까지 매년 개최할 예정이다. 스페셜올림픽 기간 동안 매일 진행된 발달장애인 음악회가 효시가 된 ‘스페셜 뮤직&아트 페스티벌’을 2013년 평창 동계 스페셜올림픽 세계대회를 기념하기 위한 레거시 사업으로 추진, 온전히 발달장애 아티스트를 위한 페스티벌로는 전 세계 유일한 국제발달장애예술축제로서 매년 그 명맥을 이어가며 2015년까지 꾸준하게 3회에 걸쳐 진행하고 있다.
지난 2015년 7월에는 SOK(스페셜올림픽 코리아)의 회장이자 국제스페셜올림픽위원회의 이사로서 한국 선수단을 이끌고 2015 LA 스페셜올림픽에 참가해 12개 종목에 출전해 금메달 35개 은메달 21개 동메달 25개로 총 81개의 메달을 따 역대 최고 성적을 거두기도 했다.

##### 국회 외교통일위원장 활동
2015년 2월, 나경원 새누리당 의원이 국회 외교통일위원장에 선출됐다. 국회 외통위원장에 여성 의원이 선출된 것은 헌정사상 처음이다. 국회는 26일 본회의에서 보궐선거를 진행해 208표 중 176표를 얻은 나경원 의원을 새로운 국회 외통위원장에 선출했다고 밝혔다.
나 의원은 당선 인사에서 "우리 외교가 녹록치 않다. 정부와 국회가 소통과 협업을 통해 여러 가지 산적한 현안들을 풀어가겠다"면서 "남북관계를 풀어 나가서 통일의 초석을 놓는데 국회가 앞장서도록 노력하겠다. 여야가 머리를 맞대서 10년간 미뤄온 북한인권법도 반드시 마무리 할 수 있도록 노력하겠다"고 밝혔다. 나 의원은 앞서 이날 오전 새누리당 의원총회에서 진행된 외통위원장 후보 경선에서 총 135표 가운데 92표를 얻어 43표 득표에 그친 정두언 의원을 누르고 후보 자리를 거머줬다.
그가 취임하던 2015년에는 리퍼트 미국 대사 피습 사건을 포함해 독도 문제에 대한 일본의 교과서 도발, 일본 근대산업시설(군함도 한국인 강제징용시설) 유네스코 문화유산 등재, 주한미군 탄저균 배달사고, 프랑스 파리 테러 등 유난히 외교 분야에서 국가적 난제들이 돌출된 해였다. 나경원은 정치 활동 초기부터 북한 인권문제와 관련한 활동을 이어왔다. 초선 의원이었던 17대 국회에서 이미 ‘(UN) 북한인권(참여촉구) 결의안’을 최초로 제출했다. 북한인권문제의 국제적 이슈화는 북한의 인권 상황을 감시하고 관련 정보를 수집하는 ‘유엔 북한인권사무소’의 건립으로 이어졌다. 나경원은 2015년6월23일‘유엔 북한인권사무소’(서울 유엔인권사무소) 개소식에 참석하는 한편, 자이드 라아드 알 후세인(Zeid Ra’ad Al Hussein) 유엔 인권최고대표(High Commissioner for Human Rights)와 만나 북한인권 증진 및 보호에 더욱 힘써줄 것을 당부하고 향후 공조방안에 대해 의견을 교환했다.
한편 19대 국회에서도 여전히 협의점을 찾지 못해 10년째 계류 중인 북한인권법의 통과를 위해 꾸준히 야당의 합의를 촉구하고 있다.
마크 리퍼트 주한미국대사의 피습사건과 관련해서는 미국 의회에 서한을 보내 유감과 위로의 뜻을 표하고 한미동맹 강화를 당부하였다.
또한 외교통일위원장으로서 11월 30일 외통위 전체회의를 열어 한중 자유무역협정(FTA) 비준 동의안 등을 처리하였다. 이것은 매우 주목할 만한 일로, 한-중 각국 정상 협상 타결 후 1년 만에, 정식 서명한지 6개월 만에 한중 FTA(자유무역협정) 비준동의안 통과(본회의 가결)라는 성과를 내었다.
또한 일본이 조선인 강제노동시설을 세계문화유산에 등재하려는 움직임에 대해 나경원은 명확하게 반대의견을 고수했다. 나경원은 외교통일위원회 전체회의에서 '일본 정부의 조선인 강제 징용 시설의 유네스코 세계유산 등재 추진 규탄 결의안'을 의결하는 한편, 유네스코 세계유산위원회 위원국 의회를 대상으로 서한을 발송, 등재 저지의 필요성을 강조하고 국회 차원의 협조를 요청하는 등 적극적인 조치를 취해왔다. 이후 유네스코 사무총장인 이리나 보코바를 만나 우려를 전달하거나 외통위원회 소속 위원들을 중심으로 대표단을 구성, 위원국들을 방문하는 방문외교를 통해 꾸준히 등재 반대를 위한 노력을 펼쳤다.
또한 외통위원장으로서 멕시코를 방문하여, 양국 간 협력을 더욱 공고히 하려 노력하는 등 다양하고 즉각적인 외교활동들을 펼치고 있다.
북한에 대해서는 기본적으로 앞서 언급한 북한 인권 문제나 북핵 문제에 관해서는 강경한 입장을 고수하는 동시에 통일 외교의 중요성과 북한의 동시 발전을 강조하는 투 트랙 외교를 보여주고 있다. 2016년 1월6일 북한이 제4차 핵실험을 강행한 것과 관련해서는 '북한의 제4차 핵실험 규탄 및 핵폐기 촉구 결의안'을 제안해 국회 외교통일위원회에서 통과시켰다. 통과된 규탄 결의안에서 "북한이 우리나라와 국제 사회의 거듭된 우려와 경고를 무시하고 제4차 핵실험을 강행한 것을 강력히 규탄한다"며 "이러한 도발행위 및 핵보유 시도는 남북관계는 물론 한반도와 동북아시아를 넘어 국제사회 전체의 평화와 안정에 대한 심각한 위협"이라고 밝히기도 했다.
또한 미·러 주한대사들과 만나 북핵 제재 UN 안보리 결의를 요청하고, EU연합 회원국 대사들을 국회로 초청, 北제재 결의안 위해 적극적 역할을 해줄 것을 당부하는 등
북핵 문제 해결을 위해 노력했다. 이어 미국의 핵심 싱크탱크인 브루킹스 연구소 및 헤리티지재단 관계자들과 면담을 갖고, 북핵문제 대응을 비롯한 외교‧안보 현안에 대해 논의하기도 했다.
한편 통일을 위한 노력의 일환으로 프랑스 파리를 방문할 때는 이리나 보코바(Irina Bokova) 유네스코 사무총장에게 북한 방문을 제안하면서 북한의 문화유적 발굴 사업에 대한 유네스코 차원의 관심과 지원을 당부하기도 했다.
또한 크리스틴 라가르드 IMF 총재를 만나 “북한의 개혁, 개방을 위해 IMF 등 국제금융기구의 적극적인 역할이 필요하다”고 강조하고, 이를 위해 ‘대북 기술원조’ 및 ‘IMF-세계은행 연차총회 북한초청’ 등의 경제협력 방안을 제안했다.
또한 남북 문화교류의 하나로 개성 만월대를 방문하는 등 남북관계의 개선을 위한 노력도 병행했다.

#### 제20대 국회의원
2016년 12월 박근혜 대통령에 대한 탄핵소추안에 찬성 결의하였다.
2018년 12월 12일 국회에서 열린 의원총회에서 103표 중 68표를 얻어서 35표를 얻은 김학용 의원을 제치고 자유한국당 원내대표로 선출됐다. 하지만 선거제 개혁안과 고위공직자범죄수사처 설치안 등의 패스트트랙 지정에서 자유한국당의 선진화법 위반논란과 이어진 국회공전, 국회 정상화에 대한 여야 원내대표 간 합의안의 의원총회 추인 실패등 원내대표로서의 정치적 협상력과 리더십을 보여주지 못하는 평가를 받았다. 원내대표 내내 강경 투쟁 만을 고집하며 패스트트랙 정국에서의 원내전략 부재와 가산점 발언, 셀프 표창장 사건 등으로, 원내대표로서의 자격 입증에 실패했다는 평가를 받으며 사실상 자유한국당 지도부의 불신임을 받아 연임에는 실패하였다.

### 제21대 국회의원 선거
2020년 4월 15일 더불어민주당 이수진 후보에게 7.2%차이로 졌다. 이수진 후보는 61,407표로 52.2%를 득표한 반면 나경원은 53,026표로 45.0%를 득표하여 5선에 실패했다.

### 제22대 국회의원 선거
21대 총선에서 이수진에게 패한 후 잠시 거리를 두어 오다가, 2024년 제22대 총선에서 서울 동작구 을 국민의힘 후보로 공천되었다.
선거 결과 류삼영을 꺾고 5선에 성공했다. 지지자들도 공개적 지지에 대해 부담스러운 정치인 중 한 사람이다 버니 출구조사에선 근소하게 패하는 것으로 발표 되었으나 당선이 되었다.

## 비판 및 논란

### '주어는 없다' 발언 논란
그녀는 과거 2007년 제17대 대통령선거 당시 이명박 후보의 캠프 대변인을 맡았다. 당시 BBK 주가 조작 사건으로 BBK의 실소유주가 누구냐는 논란이 일었다. 그러다 대선 직전 이명박 전 대통령이 "BBK라는 투자자문 회사를 설립했다"고 말하는 영상이 공개가 되었는데 이에 대해 그녀가 "(이명박 후보의 발언에는) 주어가 없었다"고 말하며 비판을 받았다.
장애아동 목욕연출의 주인공.

## 학력
- 1976년 계성국민학교 졸업
- 1979년 숭의여자중학교 졸업
- 1982년 서울여자고등학교 졸업
- 1986년 서울대학교 법과대학 법학 학사 졸업
- 서울대학교 대학원 법학 석사(학위논문명 : 국제교역에 있어서 최혜국조항의 적용에 관한 연구)
- 서울대학교 대학원 국제법학 박사 수료

## 경력
- 1995. 3.~1999. 2. 부산지방법원 판사
- 1999. 3.~2002. 2. 인천지방법원 판사
- 2002. 2.~2002. 9. 서울행정법원 판사
- 2002. 9.~2002. 12. 제16대 대통령 선거 한나라당 이회창 대통령 후보 여성특별보좌관
- 2002. 10. 법무법인 바른 변호사
- 2003. 12. 한나라당 공천심사위원회 위원
- 2004. 4. 15. 대한민국 제17대 국회의원 선거 당선(비례대표, 한나라당, 초선)
- 2004. 5.~2008. 5. 제17대 국회의원(비례대표, 한나라당, 초선)
- 2004. 7. 국회 정무위원회 위원
- 2004. 7.~2005. 11. 한나라당 장애인복지특별위원회 위원장
- 2005. 1.~2006. 1. 한나라당 원내부대표
- 2004. 7. 장애아이 위캔 회장
  - 2006. 6. 국회 법제사법위원회 위원
- 2006. 7.~2008. 3. 한나라당 대변인
- 2007. 10. 제17대 대통령 선거 한나라당 이명박 대통령 후보 중앙선거대책위원회 대변인
- 2007~ 한국장애인부모회후원회 공동대표
- 2008. 4. 9. 대한민국 제18대 국회의원 선거 당선(서울 중구, 한나라당, 재선)
- 2008. 5.~2011. 9. 제18대 국회의원(서울 중구, 한나라당, 재선)
  - 2008. 6. 국회 문화체육관광방송통신위원회 간사
- 2008. 5.~2011. 9. 한나라당 서울특별시당 중구 당원협의회 위원장
- 2008. 6.~2009. 5. 한나라당 제6정책조정위원회 위원장
- 2008. 7.~2016. 9. 손기정기념재단 공동이사장
- 2009. 5. 한나라당 쇄신특별위원회 위원
- 2009. 5.~2011. 4. 한국스페셜올림픽위원회 명예회장
- 2010. 7. 한나라당 최고위원
- 2010. 7. 한나라당 공천개혁특별위원회 위원장
- 2010. 7.~2013. 12. 사랑나눔위캔 회장
- 2010. 11.~2013. 6. 2013 평창동계스페셜올림픽 세계대회 조직위원회 위원장
- 2011 스페셜올림픽국제본부 SOI 이사
- 2011. 5.~2016. 7. 제2대 스페셜올림픽코리아 SOK 회장
- 2011. 7.~2012. 1. 한나라당 최고위원
- 2011. 8.~2011. 9. 대구세계육상선수권대회 홍보대사
- 2011. 9. 제48회 대종상영화제 공동명예조직위원장
- 2011. 9.~2011. 10. 2011년 하반기 재보궐선거 서울특별시장 보궐선거 한나라당 후보
- 2011. 12. 한나라당 대표최고위원 권한대행
- 2013. 3.~2014. 3. 서울대학교 행정대학원 초빙교수
- 2013. 11.~2017. 9. 국제 패럴림픽 위원회 집행위원
- 2014. 5.~2014. 7. 숙명여자대학교 석좌교수
- 2014. 7. 30. 2014년 상반기 재보궐선거 당선(제19대 국회의원, 서울 동작구 을, 새누리당, 3선)
- 2014. 7.~2016. 5. 제19대 국회의원(서울 동작구 을, 새누리당, 3선)
  - 2014. 8.~2015. 2. 제19대 국회 후반기 외교통일위원회 위원
  - 2014. 8. 제19대 국회 후반기 예산결산특별위원회 위원
  - 2014. 9. 국회 한일의원연맹 여성위원장
  - 2015. 2.~2016. 5. 제19대 국회 후반기 외교통일위원회 위원장
  - 2015. 5. 제19차 한미일 의원 회의 한국대표단
- 2014. 8.~2017 2. 새누리당 서울특별시당 동작구 을 당원협의회 위원장
- 2014. 9.~2015. 6. 새누리당 서울특별시당 위원장
- 2014. 9.~2015. 4. 새누리당 보수혁신특별위원회 부위원장
- 2015. 3.~2015. 6. 중앙대학교 행정대학원 고위정책과정
- 2015. 4.~2020. 5. 한국여성의정 공동대표
- 2015. 6.~2017. 11. 민족화해협력범국민협의회 상임의장
- 2015. 12. 유엔기후변화협약 당사국총회 고위급 세션 한국 대표
- 2016. 4. 13. 대한민국 제20대 국회의원 선거 당선(서울 동작구 을, 새누리당, 4선)
- 2016. 5.~2020. 4. 15. 제20대 국회의원(서울 동작구 을, 새누리당→자유한국당->미래통합당, 4선)
- 2016 새누리당 인재영입위원장
  - 2016. 6.~2018. 6. 제20대 국회 전반기 교육문화체육관광위원회 위원
  - 2016. 7.~2017. 6. 제20대 국회 저출산고령화대책특별위원회 위원장
  - 2017. 3.~2020. 5. 국회 한·네덜란드 의원친선협회 회장
  - 2017. 3.~2020. 5. 국회 한·미 의원외교협의회 부회장
  - 2016. 7.~2020. 5. 국회생명존중포럼 대표의원
  - 2016. 7.~2020. 5. 미래인사포럼 대표의원
  - 2017. 1.~2017. 12. 제20대 국회 헌법개정특별위원회 위원
  - 2017. 12.~2018. 5. 제20대 국회 미세먼지대책특별위원회 위원
  - 2018. 1.~2018. 6. 제20대 국회 헌법개정 및 정책개혁 특별위원회 위원
  - 2018. 7.~2020. 4. 15. 제20대 국회 후반기 기획재정위원회 위원
  - 2018. 12.~2020. 4. 15. 제20대 국회 후반기 운영위원회 위원
  - 2018. 12.~2020. 4. 15. 제20대 국회 후반기 정보위원회 위원
  - 2019. 12.~2020.01 : 제20대 국회 국무총리 후보자(정세균) 인사청문특별위원회 위원장
- 2016. 6. 국회 연구모임 Agenda 2050 정회원
- 스페셜올림픽코리아 SOK 명예회장
- 2016. 7. UIA 2017 서울세계건축대회 명예위원
- 2016. 9.~2016. 11. 새누리당 인재영입위원장
- 2016 대한민국장애인문화예술대상 대회장
- 2017. 2.~2020. 2. 자유한국당 서울특별시당 동작구 을 당원협의회 위원장
- 2017. 10.~2018. 3. 2018년 평창 동계 올림픽 및 패럴림픽 조직위원회 위원
- 2018. 5.~2018. 6. 제7회 전국동시지방선거 자유한국당 중앙선거대책위원회 부위원장
- 2018. 12. 11.~2019. 12. 9. 자유한국당 원내대표
- 2018. 12.~2019. 2. 자유한국당 혁신비상대책위원(당연직)
- 2019. 2.~2019. 12. 자유한국당 최고위원(당연직)
- 서울대학교 총동창회 부회장
- 2020. 2.~2020. 9. 미래통합당 서울특별시당 동작구 을 당원협의회 위원장
- 2020. 5.~2022. 8. 법무법인 일호 고문변호사
- 2020. 6.~ 한반도 인권과 통일을 위한 변호사모임 고문
- 2020. 9.~ 국민의힘 서울특별시당 동작구 을 당원협의회 위원장
- 2021. 1. 13.~2021. 3. 4. 국민의힘 2021년 재보궐선거 서울특별시장 경선후보
- 2021. 3.~2021. 4. 7. 국민의힘 2021년 재보궐선거 중앙선거대책위원회 서울동행 공동부위원장
- 2021. 3.~2021. 4. 7. 국민의힘 2021년 재보궐선거 서울특별시장 보궐선거 선거대책위원회 공동선대위원장
- 2021. 5. 20.~2021. 6. 11. 국민의힘 제1차 전당대회 당대표 후보
- 이승만 건국대통령 기념사업회 부회장
- 2021. 7.~2023. 9. 국민의힘 서울특별시당 자문위원장
- 2021. 11.~ 김종필 전 국무총리 기념사업회 부이사장
- 2021. 11. 숙명여자대학교 석좌교수
- 2021. 12.~2022. 3. 국민의힘 서울을 살리는 선거대책위원회 선거대책위원단 총괄선거대책위원장
- 2022. 2.~2022. 3. 국민의힘 제20대 대통령 선거 선거대책본부 유세본부 보라! 국민의힘 유세단 단원
- 2022. 5.~2022. 6. 제8회 전국동시지방선거 국민의힘 오세훈 서울특별시장 후보 선거대책위원회 위원장
- 2022. 5.~2022. 5. 세계경제포럼(다보스포럼) 윤석열 대통령 특사단 특사단장
- 2022. 9.~2024. 1. 법무법인(유한) 대륙아주 고문변호사
- 2022. 10.~2023. 1. 대통령직속 저출산고령사회위원회 부위원장(부총리급)
- 2022. 10.~2023. 1. 외교부 기후환경대사
- 2023. 8.~ (사)인구와 기후 그리고 내일 이사장
- 2023. 9.~2023. 10. 국민의힘 2023년 하반기 재보궐선거 서울특별시 강서구청장 보궐선거 선거대책위원회 상임고문
- 2024. 3.~2024. 4. 국민의힘 제22대 국회의원 선거 중앙선거대책위원회 공동선거대책위원장
- 2024. 4.~ 국민의힘 여성의원 모임 공동대표
- 2024. 4. 10. 대한민국 제22대 국회의원 선거 당선(서울 동작구 을, 국민의힘, 5선)
- 2024. 5.~ 제22대 국회의원(서울 동작구 을, 국민의힘, 5선)
  - 2024. 6.~ 제22대 국회 전반기 산업통상자원중소벤처기업위원회 위원
    - 제22대 국회 전반기 산업통상자원중소벤처기업위원회 중소벤처기업소위원회 위원

  - 서민금융활성화 및 소상공인지원포럼 대표의원
- 2024. 6.~ 국회 인구와 기후 그리고 내일 대표의원
- 2024. 6.~2024. 7. 국민의힘 정책위원회 산하 시급한 민생 현안 해결을 위한 기후위기대응특별위원회 위원
- 2024. 6.~2024. 7. 국민의힘 정책위원회 산하 시급한 민생 현안 해결을 위한 저출생대응특별위원회 위원
- 2024. 9.~: 국민의힘 호남동행 국회의원 발대식 명예의원(전라남도 영암군)
- 2025. 5.~2025. 6.: 제21대 대통령 선거 국민의힘 김문수 대통령 후보 공동 선거대책위원장 겸 대통령 후보 직속 국가대개조위원장 겸 여성본부 상임고문
- 2025. 5.~2025. 6.: 국민의힘 이재명 방탄 독재 저지 투쟁위원회 위원장

## 견해

### 정치적 입장

#### 국가보안법 폐지 반대
국가보안법 폐지에 반대했으며, 개정에 동의했다.

### 경제적 입장
2004년 출자총액제한 제도 및 계좌추적권 도입, 대기업 계열 금융·보험사 의결권 축소 등에 반대했었다. 2004년에는 보험자회사를 둔 은행만 살찌는 등의 부익부 빈익빈 현상이 발생할 수 있다는 이유로 방카슈랑스 2단계 도입에 대한 우려를 표현하기도 하였다. 또 2004년 국정감사에서 통신 시장에 대한 규제가 자율경쟁을 해치고 소비자의 편익을 침해할 소지가 있다는 주장을 하기도 했다.
나경원은 11월 18일에 있었던 헌법재판소의 미디어법 국회처리 관련 판결 뒤, 11월 19일의 MBC 100분 토론에 나와 헌법 재판소가 미디어법이 유효하다고 판결했다는 주장을 했으나, 다른 패널이 "헌재 사무처장이 미디어법이 유효하다고 한 적이 없다"고 반박했다. 이에 나경원은 사무처장의 말이 헌재를 대표하지 않으며 중요한 것은 헌재가 기각 결정을 내렸으므로 미디어법은 유효한 것으로 봐야한다고 밝혔다.

## 가족
- 부: 나채성[107]
- 모: 정효자[108]
  - 형제자매: 나경민, 나현선, 나현신
  - 배우자: 김재호
    - 아들: 김현조(1993년생)
    - 딸: 김유나[109]

## 저서
- 《세심》, 중앙북스(2010) ISBN 9788927800019
- 《무릎을 굽히면 사랑이 보인다》, 샘터(2013) ISBN 9788946418561
- 《나경원의 증언》, 백년동안(2020) ISBN 9791186061732

### 공저
- 《문재인 정권 2년, 안보가 안 보인다》, 한빛도서(2019) ISBN 9791195387014
- 《87체제를 넘어 새로운 대한민국》, 양문출판사(2025) ISBN 9791198670267

## 소속 정당
| 소속 정당 | 소속 정당  | 소속 기간 | 비고      |
| --------- | ---------- | --------- | --------- |
|           | 한나라당   | 2001~2012 | 정계 입문 |
|           | 새누리당   | 2012~2017 | 당명 변경 |
|           | 자유한국당 | 2017~2020 | 당명 변경 |
|           | 미래통합당 | 2020      | 합당      |
|           | 국민의힘   | 2020~현재 | 당명 변경 |

## 역대 선거 결과
|  | 35.76% |

|  | 46.07% |

|  | 46.21% |

|  | 49.90% |

|  | 43.41% |

|  | 45.04% |

|  | 54.01% |

## 같이 보기
- 대한민국 제17대 국회의원 선거 한나라당 후보 목록#비례대표
- 동작구 을
- 서울 동작구의 국회의원
- 서울 중구의 국회의원
- 중구 (1988년 서울 선거구)
- 을사조약#관가 여악 제도의 폐지